# Китайское личное имя
Разнообразие личных имён у китайцев (名 мин, 名号 минхао, 名字, минцзы) практически неограниченно

## Историческая справка
Личное имя, которым нарекали младенца в старом Китае, называется мин (кит. 名, пиньинь míng, буквально: «[официальное] имя») или хуэй (кит. 諱, пиньинь huì, буквально: «тайное, табуированное имя»). Личное имя мин в древности давалось ребёнку спустя три месяца после рождения, поскольку считалось, что тогда он может понимать окружающих и начинает процесс познания мира. Нарекал младенца именем отец или старший родственник-мужчина, обряд проходил в родовом храме.
Наряду с именем-мин младенец также получал при рождении так называемое детское имя, которое подлежало употреблению до поступления в школу.
Официальное взрослое имя-мин могло называться по-разному:
- «взрослое имя» (大名, дамин) в противопоставление детскому;
- «истинное имя» (正名, чжэнмин);
- «сущностное имя» (本名, бэньмин);
- «подлинное имя» (真名, чжэньмин);
- «официальное имя, зафиксированное в клановых летописях» (谱名, пу мин) в противопоставление прозвищам;
- «изначальное имя, данное при рождении родителями» (原名, юаньмин) в противопоставление измененному самостоятельно имени.

В Древнем Китае существовали серьезные запреты, связанные с именем мин: нельзя было нарекать младенца именем государств, чиновничьих должностей, рек и гор, болезней, жертвенных животных, ритуальных предметов. Вот что гласит по этому поводу «Цзо чжуань»: «если в качестве имени использовать название страны, можно погубить имя человека; если использовать название должности, можно изменить звание чиновника; если использовать название гор и рек, можно изменить имена духов гор и рек; если использовать названия жертвенных животных, можно нарушить порядок жертвоприношения; если использовать название ритуальной утвари, можно нарушить этикет и церемониал […] при выборе имени нельзя использовать названия важных дел и вещей».
В брачном возрасте молодой человек в древности получал второе имя (цзы), и с этих пор обращаться к нему стоило именно по цзы. Личное имя мин считалось даром родителей, требующим особого уважения. Обращаться к взрослому по имени мин имели право только его родители и государь, в остальных случаях это принималось за оскорбление. Согласно «Цюй ли», обращение по имени-мин ко взрослому человеку — признак особого презрения:

По имени называют преступников и злодеев, далеких от государя, чжухоу, потерявших уделы, и погубивших свою родню
Оригинальный текст (кит.)君子不親惡,诸候失地,名;灭同姓,名

### Личное имя у монарха
Личные имена китайских императоров (кит. 名 — мин или кит. 諱號 — хуэйхао) были табуированы при жизни начиная с эпохи Чжоу. Настоящее имя императора было запрещено произносить и писать, поэтому при обращении к нему использовались учтивые обращения и титулы — хуанди («император»), тянь-цзы («Сын Неба»), чжуцзы («государь» — для князей и военных чиновников), хуаншан («Верховный властитель» — обращение чиновников и простолюдинов), тянь-чжу («Небесный царь» — обращение со стороны правителей зависимых земель).
Императорское имя могло изменяться, в связи с чем выделяли первоначальное имя (чухуэй, 本名 бэньмин, шимин) и изменённое, или последнее имя (гайхуэй, гаймин). Например, у императора Си-цзуна первоначальным именем было Янь, которое было изменено на Хуань.

## Наречение именем
Китайское имя-мин, за редкими исключениями, состоит из двух иероглифов. Имя пишется после фамилии: например, человека с именем Вэй (伟) и фамилией Чжан (张) следует звать как Чжан Вэй.
Часто трудно по имени определить, кому оно принадлежит, мальчику или девочке — сделать какие-то выводы можно лишь косвенно, основываясь на значении входящих в имя иероглифов.
В типичных женских именах выражаются эстетические взгляды китайской культуры. Для женских имён подбирают иероглифы со значением красоты, счастья и т. д., поэтому имена девушек содержат названия цветов (пион, орхидея, лотос), бабочек, птиц, драгоценных камней. С точки зрения грамматологии, знаки женских имен могут содержать такой иероглиф, как нюй (女 — «женщина»).
В мужских именах находят отражение общественные, моральные и сакральные ценности. Для мужских имён подбираются знаки со значением силы и ума, они часто состоят из иероглифов «тигр», «дракон» или природных явлений («горный камнепад», «лавина»), символизирующих мужественность.
В отличие от русских имён, имена китайские не потеряли своего смыслового значения. У родителей ребёнка нет заранее готового списка имён, поэтому каждый раз имя приходится сочинять на основе имеющегося словарного запаса. При выборе имени родители руководствуются прежде всего следующими принципами и стереотипами мышления:
- названия цветов — в основном в женских именах (梅花 — цветы сливы, 牡丹 — пион, 菊花 — хризантема, 兰花 — орхидея, 杜鹃 — азалия, 荷花 — лотос, 桂花 — душистый османтус; реже 山茶花 — камелия, 水仙 — нарцисс и 月李 — чайная роза). Цветы ассоциировались с женской красотой, а поэтому крайне редко встречались в именах мужчин;
- названия трав и деревьев — символизируют жизненную энергию и природную красоту: 松 (сосна), 杨 (тополь), 柏 (кипарис), 芝 (кунжут), 苹 (яблоня), 萍 (ряска), 槐 (японская софора), 树 («дерево») и 林 («лес»);
- природные явления: 风 (ветер), 霜 (иней), 雨 (дождь), 雪 (снег), 雾 (туман). По данным паспортных служб, имена, в которые входят эти знаки, часто повторяются. Гораздо реже встречаются: 露 (роса), 霞 (заря), 霄 (небо), 霖 (продолжительный дождь, ливень), 霓 (вторая радуга), 霭 (дымка) и т.д;
- названия гор — особенно часто используются названия «Пяти великих гор» и сам иероглиф «гора» (山);
- цитаты из классических древнекитайских поэм, а также имена героев известных произведений;
- названия местностей — часто используются краткие древние обозначения, к примеру известно имя Чуань, созданное по древнему названию провинции Сычуань;
- названия животных и птиц, как реально существующих — 虎 (тигр), 鹰 (орел), 鸿雁 (дикий гусь), 莺 (иволга), 燕 (ласточка) — так и мифологических — феникс (凤) и дракон (龙);
- обозначение года рождения человека — используется применяемый в Китае шестидесятилетний цикл;
- «скромные» имена — состоят из максимально простых иероглифов: 人 (человек), 一 (один; единица), 丁 (совершеннолетний; мужчина), 大 (большой), 小 (маленький), 干 (ствол; работать, делать), 万 (десять тысяч), 千 (тысяча), 正 (прямой, главный, правильный, чистый) и т.д;
- подражание иностранным именам — использование иероглифов, по звучанию похожих на иноземные имена, например, Е Линна (叶林娜, похож. на Елена), Ли Цюнсы (李琼丝, похож. на Джонс) и т. д.;
- имена из четырёх иероглифов — встречаются крайне редко;
- использование сложных иероглифов — чайцзы (拆字, дословно: «разобрать иероглиф по частям»). Значение составных иероглифов растолковывается на основе значения их элементов, каждый из которых имеет собственный смысл;
- имена, отражающие особенности времени: Цзяньго (建国, «образование государства»), Дацин (大庆, «великое торжество»), Вэйго (卫国, «защитник отечества»), Баи (八一, "первое восьмого [месяца]", т. е. 1 августа — день основания НОАК) и др.;
- традиционные имена — на их выбор могли повлиять господствующие в обществе взгляды.

Имя должно иметь не только благозвучие и красоту иероглифического написания, но и нести в себе пожелание благополучия его носителю, поскольку, согласно традиционным представлениям, смысловое содержание имени оказывает влияние на судьбу. Подбор имени, таким образом, предприятие чрезвычайной важности, отчего некоторые родители в современном Китае могут даже отдать его на откуп сторонним организациям — к их числу относится, например, «Дом правильного имени» в Пекине.
Понятие «правильного имени» — чжэнмин — берёт начало в конфуцианской философии, гласящей, что вещи должны быть приведены в соответствие с их названием.

## Наиболее распространённые имена
В 2007 году самыми распространёнными сочетаниями имени и фамилии в Китае были:
| Место | Фамилия | Личное имя | Русское чтение | Значение                                       | Число носителей |
| ----- | ------- | ---------- | -------------- | ---------------------------------------------- | --------------- |
| 1     | 张      | 伟         | Вэй            | Большой, великий                               | 290607          |
| 2     | 王      | 伟         | Вэй            | Большой, великий                               | 281568          |
| 3     | 王      | 芳         | Фан            | Аромат, добродетель                            | 268268          |
| 4     | 李      | 伟         | Вэй            | Большой, великий                               | 260980          |
| 5     | 王      | 秀英       | Сюин           | Необыкновенно красивый, изящный и мужественный | 246737          |
| 6     | 李      | 秀英       | Сюин           | Необыкновенно красивый, изящный и мужественный | 244637          |
| 7     | 李      | 娜         | На             | [нет]                                          | 244223          |
| 8     | 张      | 秀英       | Сюин           | Необыкновенно красивый, изящный и мужественный | 236266          |
| 9     | 刘      | 伟         | Вэй            | Большой, великий                               | 234352          |
| 10    | 张      | 敏         | Минь           | Быстрый, умный                                 | 233708          |
| 11    | 李      | 静         | Цзин           | Мирный, спокойный                              | 232686          |
| 12    | 张      | 丽         | Ли             | Красивый                                       | 232533          |
| 13    | 王      | 静         | Цзин           | Мирный, спокойный                              | 231914          |
| 14    | 王      | 丽         | Ли             | Красивый                                       | 226724          |
| 15    | 李      | 强         | Цян            | Сильный                                        | 223950          |
| 16    | 张      | 静         | Цзин           | Мирный, спокойный                              | 221483          |
| 17    | 李      | 敏         | Минь           | Быстрый, умный                                 | 213606          |
| 18    | 王      | 敏         | Минь           | Быстрый, умный                                 | 213603          |
| 19    | 王      | 磊         | Лэй            | Насыпь из камней; большой                      | 209757          |
| 20    | 李      | 军         | Цзюнь          | Войско                                         | 199772          |
| 21    | 刘      | 洋         | Ян             | Океан                                          | 199642          |
| 22    | 王      | 勇         | Юн             | Мужественный                                   | 198720          |
| 23    | 张      | 勇         | Юн             | Мужественный                                   | 197859          |
| 24    | 王      | 艳         | Янь            | Великолепный                                   | 194371          |
| 25    | 李      | 杰         | Цзе            | Выдающийся, героический                        | 191759          |
| 26    | 张      | 磊         | Лэй            | Насыпь из камней; большой                      | 191065          |
| 27    | 王      | 强         | Цян            | Сильный                                        | 190266          |
| 28    | 王      | 军         | Цзюнь          | Войско                                         | 189999          |
| 29    | 张      | 杰         | Цзе            | Выдающийся, героический                        | 189117          |
| 30    | 李      | 娟         | Цзюань         | Красивый, завораживающий                       | 187701          |
| 31    | 张      | 艳         | Янь            | Великолепный                                   | 181752          |
| 32    | 张      | 涛         | Тао            | Большая волна                                  | 177993          |
| 33    | 王      | 涛         | Тао            | Большая волна                                  | 177978          |
| 34    | 李      | 明         | Мин            | Яркий                                          | 177898          |
| 35    | 李      | 艳         | Янь            | Великолепный                                   | 176676          |
| 36    | 王      | 超         | Чао            | Превосходить, опережать                        | 174891          |
| 37    | 李      | 勇         | Юн             | Мужественный                                   | 173615          |
| 38    | 王      | 娟         | Цзюань         | Красивый, завораживающий                       | 171785          |
| 39    | 刘      | 杰         | Цзе            | Выдающийся, героический                        | 166929          |
| 40    | 王      | 秀兰       | Сюлань         | Прекрасная орхидея; изящный, грациозный        | 166111          |
| 41    | 李      | 霞         | Ся             | Розовые облака (туман)                         | 165189          |
| 42    | 刘      | 敏         | Минь           | Быстрый, умный                                 | 164133          |
| 43    | 张      | 军         | Цзюнь          | Войско                                         | 162773          |
| 44    | 李      | 丽         | Ли             | Красивый                                       | 162497          |
| 45    | 张      | 强         | Цян            | Сильный                                        | 159914          |
| 46    | 王      | 平         | Пин            | Мирный, спокойный                              | 155617          |
| 47    | 王      | 刚         | Ган            | Твёрдый, сильный                               | 154600          |
| 48    | 王      | 杰         | Цзе            | Выдающийся, героический                        | 154113          |
| 49    | 李      | 桂英       | Гуйин          | Красивый, мужественный                         | 153218          |
| 50    | 刘      | 芳         | Фан            | Аромат, добродетель                            | 152189          |